# Rotacismo (lingüística)
Para información sobre las dificultades con pronunciar la R, véase Rotacismo
En la lingüística, el rotacismo (del griego rho, la letra R) es un fenómeno  en el que una consonante distinta se convierte en R. De esta manera el rotacismo forma parte del proceso de cambio lingüístico.

## Ejemplos

### En latín
El rotacismo se puede encontrar en latín con /s/ en posición intervocálica.
Por ejemplo en palabras de la tercera declinación cuyas formas nominativas terminan en S:
| Nominativo | Genitivo | Significado                   |
| ---------- | -------- | ----------------------------- |
| colos      | coloris  | color                         |
| corpus     | corporis | cuerpo                        |
| flos       | floris   | flor                          |
| genus      | generis  | nacimiento, género, general   |
| honos      | honoris  | honor                         |
| ius        | iuris    | derecho, ley, juicio, juzgado |
| rus        | ruris    | el campo, lo rústico          |
| tempus     | temporis | tiempo, temporal              |
| Venus      | Veneris  | Venus                         |
| vetus      | veteris  | viejo, antiguo                |
| vulnus     | vulneris | herida                        |

Algo similar ocurre con los verbos:
- esām (era) > erām (era, cf. es-se, 'ser').

Además el sufijo verbal -re de los infinitivos, que en el sánscrito era -san viene del rotacismo: 
- *legese > legere (leer)
- *videse > videre (ver)

### En español histórico
El rotacismo también se presenta en la evolución desde el latín al castellano: muchas veces el grupo latino -ine- (donde la i era átona) se convirtió en -(b)re. Algunos ejemplos:
- homine(m) > omne[1] *omre > hombre[2]
- nomine(m) > *nomne > *nomre > nombre
- sanguine(m) > *sangne > sangre.

### En español actual
La neutralización de las líquidas l/r da lugar en castellano a dos fenómenos, la lambdaización (pronunciación de r implosiva o final de sílaba como l) y el rotacismo o pronunciación de l como r. Este fenómeno se produce en dialectos populares de toda el área del Caribe y el centro de Chile, pero tiene especial extensión independientemente del sociolecto en Andalucía y algunas zonas de Murcia, en España:
- el niño > er niño

Otro fenómeno de rotacismo afecta al sonido /z/ en las asimilaciones de sonorización de s ante sonora, un fenómeno relativamente reciente pero bastante extendido en basolectos españoles.
- mismo > mirmo

### En gallego
El rotacismo del fonema /s/ también ocurre en gallego coloquial, donde se da la forma ar vacas en lugar de as vacas (las vacas).

### En gallego y portugués
En la historia de los idiomas gallego y portugués ha habido un rotacismo de /l/, por ejemplo obrigado (obligado) y praza/praça (plaza).

### En inglés
- was y were